# پیتر نوولس
پیتر نوولس (انگلیسی: Peter Knowles؛ زادهٔ ۳۰ سپتامبر ۱۹۴۵) یک بازیکن فوتبال است.